# King (wyspa)
King – wyspa w Cieśninie Bassa, w Australii (Tasmania). 
Leży około 80 km od wybrzeża Tasmanii. Ma wymiary blisko 64 na 24 km. W 2001 liczyła 1689 mieszkańców, w 2007 – 1723, w 2011 już 1566. Ludność wyspy zajmuje się hodowlą bydła i owiec. Nieopodal wybrzeży wyspy leży New Year Island i Christmas Island.
Wyspę dla Europejczyków odkrył kpt. Reed. W 1802 roku Wielka Brytania zaczęła rościć sobie prawa do wyspy. King Island swoją nazwę otrzymała w 1801 od nazwiska Philipa Gidleya Kinga, trzeciego gubernatora Nowej Południowej Walii. Od 1917 na wyspie wydobywa się szelit.